# Allobaccha bergi
Allobaccha bergi är en tvåvingeart som först beskrevs av Charles Howard Curran 1947.  Allobaccha bergi ingår i släktet Allobaccha och familjen blomflugor. Inga underarter finns listade i Catalogue of Life.